# Інтервальний порядок
У математиці, особливо у теорії порядку, інтервальний порядок для набору інтервалів на дійсній прямій
є частковим порядком, що відповідає розташуванню інтервалів на прямій.
Більш формально, частково впорядкована множина {\displaystyle P=(X,\leq )} є інтервальним порядком тоді і тільки тоді,
коли існує бієкція з {\displaystyle X} до деякої множини дійсних інтервалів: {\displaystyle x_{i}\mapsto (\ell _{i},r_{i})},
така що:
{\displaystyle \forall x_{i},x_{j}\in X:\quad x_{i}<x_{j}\quad \iff \quad r_{i}<\ell _{j}.}
Інтервальний порядок, визначений одиничними інтервалами, є напівпорядком.
Граф-доповнення графу порівнюваності інтервального порядку {\displaystyle (X,\leq )}
є інтервальним графом {\displaystyle \ (X,\cap ).}